# Mirosław Chlebosz
Mirosław Chlebosz (Breslavia, 29 agosto 1961) è un ex sollevatore polacco medagliato europeo, che ha gareggiato nelle categorie dei pesi leggeri e dei pesi medi.

## Biografia
È il fratello maggiore di Włodzimierz Chlebosz, anch'esso sollevatore, nonché padre dei sollevatori Radosław Chlebosz e Przemysław Chlebosz.

## Carriera
Militò a livello giovanile dal 1974 nella squadra del Burza Wrocław e in seguito nello Śląsk Wrocław, vincendo una medaglia di bronzo ai mondiali juniores di Montréal nel 1980 e altri due bronzi agli europei juniores di San Marino nel 1980 e di Lignano Sabbiadoro nel 1981. A livello nazionale tra i senior fu per quattro volte medaglia d'argento al campionato polacco (nel 1982 e 1983 nei pesi leggeri, 1985 e 1987 nei pesi medi) e due volte medaglia di bronzo (nel 1984 e nel 1986 nei pesi medi).
A livello internazionale il risultato migliore fu la medaglia di bronzo ai campionati europei del 1984 di Vitoria. Ai campionati mondiali si classificò al quarto posto nel 1983. Dopo il ritiro dall'attività agonistica, dal 1992 intraprese l'attività di allenatore allo Śląsk Wrocław. In seguito divenne componente della Federazione polacca di sollevamento pesi, facendo parte nel 2013 del comitato organizzatore dei campionati mondiali svoltisi a Breslavia. Dal 2015 fa parte dello staff di allenatori della nazionale juniores polacca.